# Liga Nacional 2023-2024 (Guatemala)
La Liga Nacional 2023-2024, nota anche come Liga Guate Banrual 2023-2024 per ragioni di sponsorizzazione, è stata la 49ª edizione della massima serie del campionato di calcio guatemalteco. Il campionato inizia il 29 luglio 2023 e si è concluso il 19 maggio 2024.
La stagione sarà divisa in due tornei separati, l'Apertura 2023 e il Clausura 2024, con lo stesso formato e le stesse squadre partecipanti, che decreteranno due campioni nazionali.

## Stagione

### Novità
Dalla scorsa edizione del campionato sono retrocessi Iztapa e Santa Lucía, mentre dalla Primera División de Ascenso sono stato promossi Zacapa e Dep. Coatepeque, primi due classificati dell'edizione 2022-2023.

### Formula
Nella fase di apertura le 12 squadre partecipanti si dividono in due gruppi da 6 squadre che giocano, partite di andata e ritorno per poi giocare una volta contro ogni squadra dell'altro girone, per un totale di 16 giornate. Al termine dei gironi, le 8 squadre con il miglior punteggio si qualificano per i play-off, che prevedono tre turni ad eliminazione diretta di andata e ritorno per il titolo di Apertura.
Nella fase di clausura le 12 squadre si dividono in due gruppi da 6 squadre, uniti però in un singolo girone all'italiana, giocando partite di andata e ritorno con le squadre del proprio girone e affrontando una volta ogni squadra dell'altro girone, per un totale di 16 giornate. Al termine del girone, le prime 8 classificate si qualificano per i play-off, che prevedono tre turni ad eliminazione diretta di andata e ritorno per il titolo di Clausura.
Le ultime due squadre nella classifica aggregata (che tiene conto di Apertura e Clausura) sono retrocesse in Primera División de Ascenso.

## Squadre partecipanti
| Club                | Città               | Stagione precedente                                        |
| ------------------- | ------------------- | ---------------------------------------------------------- |
| Deportivo Achuapa   | El Progreso         | Quarti di finale di Apertura, Quarti di Finale di Clausura |
| Antigua GFC         | Antigua Guatemala   | Finalista di Apertura, Finalista di Clausura               |
| Dep. Coatepeque     | Coatepeque          | 2° in Primera División de Ascenso                          |
| Cobán Imperial      | Cobán               | Campione di Apertura, 9° in Clausura                       |
| Comunicaciones      | Città del Guatemala | Semifinali di Apertura, Semifinali di Clausura             |
| Guastatoya          | Guastatoya          | Quarti di finale di Apertura, Semifinali di Clausura       |
| Dep. Malacateco     | Malacatán           | Quarti di finale di Apertura, 11° in Clausura              |
| Deportivo Mixco     | Mixco               | 11° in Apertura, Quarti di Finale di Clausura              |
| Deportivo Municipal | Città del Guatemala | Semifinali di Apertura, Quarti di Finale di Clausura       |
| Xelajú MC           | Quetzaltenango      | Quarti di finale di Apertura, Campione di Clausura         |
| Deportivo Xinabajul | Huehuetenango       | 9° in Apertura, Quarti di Finale di Clausura               |
| Zacapa              | Zacapa              | 1° in Primera División de Ascenso                          |

## Apertura

### Stagione regolare

#### Girone A
|  | Pos. | Squadra             | Pt | G  | V | N | P | GF | GS | DR  |
|  | ---- | ------------------- | -- | -- | - | - | - | -- | -- | --- |
|  | 1.   | Comunicaciones      | 26 | 16 | 7 | 5 | 4 | 27 | 20 | +7  |
|  | 2.   | Dep. Malacateco     | 24 | 16 | 7 | 3 | 6 | 24 | 24 | 0   |
|  | 3.   | Xelajú MC           | 19 | 16 | 5 | 4 | 7 | 10 | 13 | -3  |
|  | 4.   | Cobán Imperial      | 18 | 16 | 4 | 6 | 6 | 19 | 25 | -6  |
|  | 5.   | Deportivo Xinabajul | 16 | 16 | 3 | 7 | 6 | 18 | 25 | -7  |
|  | 6.   | Dep. Coatepeque     | 11 | 16 | 2 | 5 | 9 | 12 | 24 | -12 |

Legenda:
      Qualificata ai play-off.

#### Girone B
|  | Pos. | Squadra             | Pt | G  | V | N | P | GF | GS | DR  |
|  | ---- | ------------------- | -- | -- | - | - | - | -- | -- | --- |
|  | 1.   | Deportivo Achuapa   | 30 | 16 | 9 | 3 | 4 | 27 | 23 | +4  |
|  | 2.   | Deportivo Municipal | 28 | 16 | 8 | 4 | 4 | 27 | 17 | +10 |
|  | 3.   | Antigua GFC         | 28 | 16 | 8 | 4 | 4 | 24 | 19 | +5  |
|  | 4.   | Guastatoya          | 23 | 16 | 7 | 2 | 7 | 21 | 16 | +5  |
|  | 5.   | Zacapa              | 22 | 16 | 7 | 1 | 8 | 22 | 20 | +2  |
|  | 6.   | Deportivo Mixco     | 19 | 16 | 5 | 4 | 7 | 15 | 20 | -5  |

Legenda:
      Qualificata ai play-off.

### Play-off
|  | Quarti di finale | Quarti di finale    | Quarti di finale | Quarti di finale | Quarti di finale |  |  | Semifinali     | Semifinali     | Semifinali     | Semifinali     | Semifinali |  |  | Finale     | Finale     | Finale |  |
|  |                  |                     |                  |                  |                  |  |  |                |                |                |                |            |  |  |            |            |        |  |
|  | 4B               | Guastatoya          | 2                | 0                | 2                |  |  |                |                |                |                |            |  |  |            |            |        |  |
|  | 3B               | Antigua GFC         | 0                | 0                | 0                |  |  | Guastatoya     | Guastatoya     | 1              | 3              | 4          |  |  |            |            |        |  |
|  | 5B               | Zacapa              | 1                | 2                | 3                |  |  | Zacapa         | Zacapa         | 1              | 1              | 2          |  |  |            |            |        |  |
|  | 2B               | Deportivo Municipal | 0                | 1                | 1                |  |  |                |                |                |                |            |  |  | Guastatoya | Guastatoya | 1      |  |
|  | 3A               | Xelajú MC           | 3                | 3                | 6                |  |  |                |                | Comunicaciones | Comunicaciones | 2          |  |  |            |            |        |  |
|  | 1B               | Deportivo Achuapa   | 1                | 1                | 2                |  |  | Xelajú MC      | Xelajú MC      | 2              | 0              | 2          |  |  |            |            |        |  |
|  | 2A               | Dep. Malacateco     | 2                | 0                | 2                |  |  | Comunicaciones | Comunicaciones | 2              | 0              | 2          |  |  |            |            |        |  |
|  | 1A               | Comunicaciones      | 0                | 5                | 5                |  |  |                |                |                |                |            |  |  |            |            |        |  |

#### Quarti di finale
| Squadra 1       | Totale | Squadra 2           | Andata | Ritorno |
| --------------- | ------ | ------------------- | ------ | ------- |
| Guastatoya      | 2 - 0  | Antigua GFC         | 2 - 0  | 0 - 0   |
| Dep. Malacateco | 2 - 5  | Comunicaciones      | 2 - 0  | 0 - 5   |
| Xelajú MC       | 6 - 2  | Deportivo Achuapa   | 3 - 1  | 3 - 1   |
| Zacapa          | 3 - 1  | Deportivo Municipal | 1 - 0  | 2 - 1   |

#### Semifinali
| Squadra 1      | Totale | Squadra 2 | Andata | Ritorno |
| -------------- | ------ | --------- | ------ | ------- |
| Guastatoya     | 4 - 2  | Zacapa    | 1 - 1  | 3 - 1   |
| Comunicaciones | 2 - 2  | Xelajú MC | 2 - 2  | 0 - 0   |

#### Finale
| 17 dicembre 2023, ore 16:00 GMT-6 | Guastatoya | 1 – 1 | Comunicaciones |  |

| 23 dicembre 2023, ore 18:00 GMT-6 | Comunicaciones | 1 – 0 | Guastatoya |  |

## Clausura

### Stagione regolare
|  | Pos. | Squadra             | Pt | G  | V  | N | P  | GF | GS | DR  |
|  | ---- | ------------------- | -- | -- | -- | - | -- | -- | -- | --- |
|  | 1.   | Deportivo Municipal | 32 | 16 | 10 | 2 | 4  | 29 | 14 | +15 |
|  | 2.   | Antigua GFC         | 32 | 16 | 10 | 2 | 4  | 25 | 12 | +13 |
|  | 3.   | Deportivo Mixco     | 27 | 16 | 8  | 3 | 5  | 18 | 10 | +8  |
|  | 4.   | Cobán Imperial      | 27 | 16 | 7  | 6 | 3  | 29 | 22 | +7  |
|  | 5.   | Comunicaciones      | 23 | 16 | 6  | 5 | 5  | 16 | 17 | -1  |
|  | 6.   | Deportivo Achuapa   | 22 | 16 | 7  | 1 | 8  | 17 | 20 | -3  |
|  | 7.   | Deportivo Xinabajul | 21 | 16 | 5  | 6 | 5  | 19 | 19 | 0   |
|  | 8.   | Dep. Malacateco     | 21 | 16 | 6  | 3 | 7  | 21 | 26 | -5  |
|  | 9.   | Xelajú MC           | 20 | 16 | 5  | 5 | 6  | 14 | 15 | -1  |
|  | 10.  | Guastatoya          | 18 | 16 | 4  | 6 | 6  | 21 | 23 | -2  |
|  | 11.  | Zacapa              | 11 | 16 | 2  | 5 | 9  | 12 | 25 | -13 |
|  | 12.  | Dep. Coatepeque     | 11 | 16 | 3  | 2 | 11 | 13 | 31 | -18 |

Legenda:
      Qualificata ai play-off.

### Play-off
|  | Quarti di finale | Quarti di finale    | Quarti di finale | Quarti di finale | Quarti di finale |  |  | Semifinali          | Semifinali          | Semifinali          | Semifinali          | Semifinali          |  |  | Finale          | Finale          | Finale          |  |
|  |                  |                     |                  |                  |                  |  |  |                     |                     |                     |                     |                     |  |  |                 |                 |                 |  |
|  | 6                | Deportivo Achuapa   | 0                | 1                | 1                |  |  |                     |                     |                     |                     |                     |  |  |                 |                 |                 |  |
|  | 3                | Deportivo Mixco     | 2                | 2                | 4                |  |  | Deportivo Mixco     | Deportivo Mixco     | 1                   | 0                   | 1                   |  |  |                 |                 |                 |  |
|  | 7                | Deportivo Xinabajul | 0                | 1                | 1                |  |  | Antigua GFC         | Antigua GFC         | 0                   | 1                   | 1                   |  |  |                 |                 |                 |  |
|  | 2                | Antigua GFC         | 1                | 2                | 3                |  |  |                     |                     |                     |                     |                     |  |  | Deportivo Mixco | Deportivo Mixco | Deportivo Mixco |  |
|  | 5                | Comunicaciones      | 1                | 2                | 3                |  |  |                     |                     | Deportivo Municipal | Deportivo Municipal | Deportivo Municipal |  |  |                 |                 |                 |  |
|  | 4                | Cobán Imperial      | 0                | 0                | 0                |  |  | Comunicaciones      | Comunicaciones      | 0                   | 0                   | 0                   |  |  |                 |                 |                 |  |
|  | 8                | Dep. Malacateco     | 3                | 0                | 3                |  |  | Deportivo Municipal | Deportivo Municipal | 0                   | 3                   | 3                   |  |  |                 |                 |                 |  |
|  | 1                | Deportivo Municipal | 2                | 4                | 6                |  |  |                     |                     |                     |                     |                     |  |  |                 |                 |                 |  |

#### Quarti di finale
| Squadra 1           | Totale | Squadra 2           | Andata | Ritorno |
| ------------------- | ------ | ------------------- | ------ | ------- |
| Deportivo Achuapa   | 1 - 4  | Deportivo Mixco     | 0 - 2  | 1 - 2   |
| Comunicaciones      | 3 - 0  | Cobán Imperial      | 1 - 0  | 2 - 0   |
| Dep. Malacateco     | 3 - 6  | Deportivo Municipal | 3 - 2  | 0 - 4   |
| Deportivo Xinabajul | 1 - 3  | Antigua GFC         | 0 - 1  | 1 - 2   |

#### Semifinali
| Squadra 1           | Totale      | Squadra 2       | Andata | Ritorno |
| ------------------- | ----------- | --------------- | ------ | ------- |
| Antigua GFC         | 1 - 1 (dtr) | Deportivo Mixco | 0 - 1  | 1 - 0   |
| Deportivo Municipal | 3 - 0       | Comunicaciones  | 0 - 0  | 3 - 0   |

#### Finale
| Squadra 1           | Totale | Squadra 2       | Andata | Ritorno |
| ------------------- | ------ | --------------- | ------ | ------- |
| Deportivo Municipal | 2 - 0  | Deportivo Mixco | 0 - 0  | 2 - 0   |